# Morti nel 1982/Novembre
| Questa pagina contiene informazioni ricavate automaticamente dalle voci biografiche con l'ausilio del template Bio e di un bot. L'aggiornamento è periodico e automatico e ricostruisce completamente la pagina. Se manca una persona in questa lista, sei pregato di non aggiungerla, ma accertati piuttosto che la sua voce biografica contenga il template Bio e che i dati anagrafici siano correttamente compilati. Se il template Bio manca, inseriscilo tu stesso o, in alternativa, metti l'avviso {{tmp\|Bio}} che ne segnala la mancanza. Se i dati riportati sono sbagliati, correggi direttamente la voce biografica; le modifiche saranno visibili in questa lista entro pochi giorni. Per chiarimenti vedi il progetto biografie. La lista contiene solo le 112 persone che sono citate nell'enciclopedia e per le quali è stato implementato correttamente il template Bio. Pagina aggiornata al 3 mar 2024. |

- 1º novembre - James Broderick, attore statunitense (n. 1927)
- 1º novembre - Hans Drakenberg, schermidore svedese (n. 1901)
- 1º novembre - Otto Rüfenacht, schermidore svizzero (n. 1919)
- 1º novembre - Jun John Sakurai, fisico giapponese (n. 1933)
- 1º novembre - King Vidor, regista, sceneggiatore e produttore cinematografico statunitense (n. 1894)
- 2 novembre - Carol Dunlop, scrittrice, traduttrice e fotografa canadese (n. 1946)
- 2 novembre - Noble Jorgensen, cestista statunitense (n. 1925)
- 2 novembre - Konstantin Kvašnin, allenatore di calcio e calciatore sovietico (n. 1898)
- 2 novembre - Vasilij Rudenkov, martellista sovietico (n. 1931)
- 3 novembre - Lucia de Brouckère, chimica belga (n. 1904)
- 3 novembre - Alejandro Bustillo, architetto, pittore e scultore argentino (n. 1889)
- 3 novembre - Edward Carr, storico, giornalista e diplomatico britannico (n. 1892)
- 3 novembre - Vittorio Coccia, calciatore e allenatore di calcio italiano (n. 1918)
- 4 novembre - Carlo Cantalamessa, scultore e medaglista italiano (n. 1909)
- 4 novembre - Dominique Dunne, attrice statunitense (n. 1959)
- 4 novembre - Rayford Logan, storico e attivista statunitense (n. 1897)
- 4 novembre - Alicia Penalba, scultrice argentina (n. 1918)
- 4 novembre - Jacques Tati, regista, attore e mimo francese (n. 1907)
- 5 novembre - Yves Ciampi, regista e sceneggiatore francese (n. 1921)
- 5 novembre - Miloš Klimek, calciatore cecoslovacco (n. 1924)
- 6 novembre - Paul Balog, numismatico, archeologo e medico ungherese (n. 1900)
- 6 novembre - Marc Gilbert, conduttore televisivo, critico letterario e giornalista francese (n. 1934)
- 6 novembre - Austin Loomer Rand, zoologo canadese (n. 1905)
- 6 novembre - Shirō Teshima, calciatore giapponese (n. 1907)
- 7 novembre - Guy Dugdale, bobbista britannico (n. 1905)
- 7 novembre - Oscar Forel, psichiatra svizzero (n. 1891)
- 8 novembre - Jimmy Dickinson, allenatore di calcio e calciatore inglese (n. 1925)
- 8 novembre - Bruno Gerzelli, calciatore italiano (n. 1925)
- 8 novembre - Higinio Ortúzar, calciatore e allenatore di calcio cileno (n. 1915)
- 8 novembre - Gerard Wodarz, calciatore e allenatore di calcio polacco (n. 1913)
- 9 novembre - Faustino Barbina, politico italiano (n. 1900)
- 10 novembre - Leonid Il'ič Brežnev, politico e militare sovietico (n. 1906)
- 10 novembre - Miriam Ottenberg, giornalista statunitense (n. 1914)
- 10 novembre - Elio Petri, regista, sceneggiatore e critico cinematografico italiano (n. 1929)
- 11 novembre - Santiago Amat, velista spagnolo (n. 1887)
- 12 novembre - Sula Benet, antropologa polacca (n. 1903)
- 12 novembre - Patrick Cowley, musicista statunitense (n. 1950)
- 12 novembre - Kim Ji-sung, calciatore sudcoreano (n. 1924)
- 12 novembre - Kåre Kongsvik, calciatore norvegese (n. 1902)
- 12 novembre - Eduardo Mallea, scrittore e saggista argentino (n. 1903)
- 12 novembre - Dorothy Round Little, tennista britannica (n. 1908)
- 13 novembre - Ángel Magaña, attore argentino (n. 1915)
- 13 novembre - Gianni Pavovich, violinista italiano (n. 1897)
- 14 novembre - Pëtr Ionovič Jakir, storico sovietico (n. 1923)
- 14 novembre - Calogero Zucchetto, poliziotto italiano (n. 1955)
- 15 novembre - Vinoba Bhave, filosofo, attivista e scrittore indiano (n. 1895)
- 15 novembre - Achille Lauro, armatore, politico e editore italiano (n. 1887)
- 15 novembre - Flaviarosa Rossini, ispanista e traduttrice italiana
- 15 novembre - Jaromír Skála, calciatore e allenatore di calcio cecoslovacco (n. 1907)
- 15 novembre - Allen Woodring, velocista statunitense (n. 1898)
- 16 novembre - Pavel Sergeevič Aleksandrov, matematico sovietico (n. 1896)
- 16 novembre - Arthur Askey, attore e comico britannico (n. 1900)
- 16 novembre - Al Haig, pianista statunitense (n. 1924)
- 16 novembre - Paolo Perilli, ingegnere e architetto italiano (n. 1904)
- 17 novembre - Ruth Donnelly, attrice statunitense (n. 1896)
- 17 novembre - Eduard Tubin, compositore e direttore d'orchestra estone (n. 1905)
- 17 novembre - Felix von Heijden, calciatore olandese (n. 1890)
- 18 novembre - Kim Duk Koo, pugile sudcoreano (n. 1955)
- 18 novembre - Heinar Kipphardt, drammaturgo tedesco (n. 1922)
- 19 novembre - Ko Bergman, calciatore olandese (n. 1913)
- 19 novembre - Ernesto Colli, attore italiano (n. 1940)
- 19 novembre - Erving Goffman, sociologo canadese (n. 1922)
- 19 novembre - Luigi Zerbinati, attore italiano (n. 1909)
- 19 novembre - Toña la Negra, cantante e attrice messicana (n. 1912)
- 20 novembre - Francesco Bruno, giornalista, critico letterario e scrittore italiano (n. 1899)
- 20 novembre - Salvatore Minore, criminale italiano (n. 1927)
- 21 novembre - Maria Luisa Boncompagni, conduttrice radiofonica italiana (n. 1892)
- 21 novembre - Georges Chamarat, attore francese (n. 1901)
- 21 novembre - Pierre Gaxotte, giornalista e storico francese (n. 1895)
- 21 novembre - John Hargrave, politico britannico (n. 1894)
- 21 novembre - Lucio Lombardo Radice, matematico, pedagogista e politico italiano (n. 1916)
- 21 novembre - Lee Patrick, attrice statunitense (n. 1901)
- 21 novembre - Joseph Sica, mafioso statunitense (n. 1911)
- 22 novembre - Jean Batten, aviatrice neozelandese (n. 1909)
- 22 novembre - Max Deutsch, musicista, compositore e insegnante austriaco (n. 1892)
- 22 novembre - Benedetto Majorana della Nicchiara, politico italiano (n. 1899)
- 22 novembre - Stanisław Ostrowski, politico e medico polacco (n. 1892)
- 22 novembre - Arturo Rodríguez, pugile e rugbista a 15 argentino (n. 1907)
- 22 novembre - Juan Urkizu, allenatore di calcio e calciatore spagnolo (n. 1901)
- 23 novembre - Adoniran Barbosa, cantante, compositore e attore brasiliano (n. 1910)
- 23 novembre - Heinrich Hiltl, calciatore austriaco (n. 1910)
- 23 novembre - Lima Barreto, regista, sceneggiatore e attore brasiliano (n. 1906)
- 23 novembre - Hans Schwarzentruber, ginnasta svizzero (n. 1929)
- 24 novembre - Benny Friedman, allenatore di football americano e giocatore di football americano statunitense (n. 1905)
- 24 novembre - Barack Obama, economista keniota (n. 1934)
- 24 novembre - Eino Penttilä, giavellottista finlandese (n. 1906)
- 25 novembre - Walt Ader, pilota automobilistico statunitense (n. 1912)
- 25 novembre - Carlos Borja, cestista messicano (n. 1913)
- 25 novembre - Angelo Pomponi, calciatore italiano (n. 1912)
- 26 novembre - Robert Coote, attore britannico (n. 1909)
- 26 novembre - Willy Schärer, mezzofondista svizzero (n. 1903)
- 26 novembre - Dan Tobin, attore statunitense (n. 1910)
- 27 novembre - Camillo Bertarelli, ciclista su strada italiano (n. 1886)
- 27 novembre - Ermanno Buffa di Perrero, insegnante italiano (n. 1908)
- 27 novembre - Ludovico Paternò delle Sciare, militare e partigiano italiano (n. 1908)
- 27 novembre - René Quitral, calciatore cileno (n. 1920)
- 27 novembre - Alessandro Trabucchi, militare italiano (n. 1892)
- 27 novembre - Nina Šaternikova, attrice sovietica (n. 1902)
- 28 novembre - Elena di Grecia, regina (n. 1896)
- 29 novembre - Hermann Balck, generale tedesco (n. 1893)
- 29 novembre - Jurij Kazakov, scrittore sovietico (n. 1927)
- 29 novembre - Paolo Monti, fotografo italiano (n. 1908)
- 29 novembre - Jaroslav Šifer, calciatore jugoslavo (n. 1895)
- 29 novembre - Percy Williams, velocista canadese (n. 1908)
- 30 novembre - Léon Camille Marius Croizat, biologo, botanico e esploratore italiano (n. 1894)
- 30 novembre - Armando Farro, calciatore argentino (n. 1922)
- 30 novembre - Verna Fields, montatrice statunitense (n. 1918)
- 30 novembre - Adolf Heusinger, generale tedesco (n. 1897)
- 30 novembre - Rosario Riccobono, mafioso italiano (n. 1929)
- 30 novembre - Hohan Sōken, karateka e maestro di karate giapponese (n. 1891)
- 30 novembre - Aldo Vidussoni, politico e militare italiano (n. 1914)
- 30 novembre - Rolf Wanka, attore austriaco (n. 1901)